# Blomkest (Minnesota)
Blomkest es una ciudad ubicada en el condado de Kandiyohi en el estado estadounidense de Minnesota. En el Censo de 2010 tenía una población de 157 habitantes y una densidad poblacional de 58,68 personas por km².

## Geografía
Blomkest se encuentra ubicada en las coordenadas 44°56′34″N 95°1′24″O / 44.94278, -95.02333. Según la Oficina del Censo de los Estados Unidos, Blomkest tiene una superficie total de 2.68 km², de la cual 2.68 km² corresponden a tierra firme y (0%) 0 km² es agua.

## Demografía
Según el censo de 2010, había 157 personas residiendo en Blomkest. La densidad de población era de 58,68 hab./km². De los 157 habitantes, Blomkest estaba compuesto por el 95.54% blancos, el 0% eran afroamericanos, el 0% eran amerindios, el 0.64% eran asiáticos, el 0% eran isleños del Pacífico, el 0.64% eran de otras razas y el 3.18% pertenecían a dos o más razas. Del total de la población el 6.37% eran hispanos o latinos de cualquier raza.